# Ла-Мюретт
Ла-Мюретт (фр. La Murette) — коммуна во Франции, находится в регионе Рона — Альпы. Департамент коммуны — Изер. Входит в состав кантона Вуарон. Округ коммуны — Гренобль.
Код INSEE коммуны — 38270. Население коммуны на 2012 год составляло 1827 человек. Населённый пункт находится на высоте от 379 до 787 метров над уровнем моря. Муниципалитет расположен на расстоянии около 460 км юго-восточнее Парижа, 70 км юго-восточнее Лиона, 26 км северо-западнее Гренобля. Мэр коммуны — Bernadette Bourgeat, мандат действует на протяжении 2014—2020 гг.
Динамика населения (INSEE):